# استان مورامویا
استان مورامویا (به لاتین: Muramvya Province) یکی از ۱۸ استان کشور بوروندی است. استان مورامویا ۶۹۵٫۵۲ کیلومتر مربع مساحت و ۲۹۲٬۵۸۹ نفر جمعیت دارد.